# Trans-Mississippi Exposition

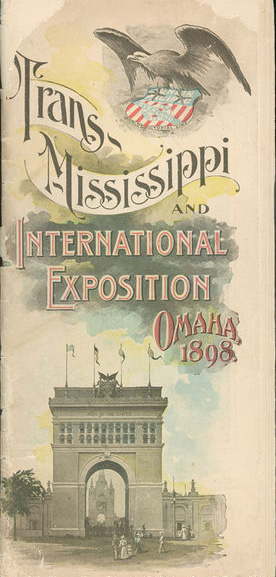
Обложка программы выставки

Trans-Mississippi Exposition (также Trans-Mississippi and International Exposition) — международная выставка в Омахе, штат Небраска, целью которой было продемонстрировать развитие всего Запада США, простирающегося от реки Миссисипи до побережья Тихого океана. Выставка занимала территорию в 180 акров (0,73 км²).
Одновременно с выставкой был проведён Indian Congress.

## История
Решение о проведении выставки было принято в конце 1895 года небольшой группой бизнесменов из Омахи во главе с банкиром Гардоном Уоттлзом, решившими провести такое мероприятие. Созданный ими комитет рассмотрел несколько участков под выставку и остановился на варианте банкира из Омахи Германа Кюнтце, который пожертвовал для этого собственную землю в городском районе Kountze Place (впоследствии эта территория стала парком Kountze Park и внесена в Национальный реестр исторических мест США).
До открытия выставки в Омахе произошло много важных событий, в числе которых открытие железнодорожного вокзала Burlington Train Station в центре города. 12 октября на выставке был «День президента», когда выступил с речью президент США Уильям Мак-Кинли — она была посвящена международным делам и необходимости не быть изоляционистами.
Посещаемость выставки за время её работы составила 2 613 508 человек, общая выручка составила 1 924 077 долларов. Окрылённые таким успехом, в следующем году после Trans-Mississippi Exposition некоторые члены его управляющего комитета решили провести ещё одно подобное мероприятие, которым стала выставка Great American Exposition.

## Память
Департамент Соединённых Штатов United States Post Office Department выпустил серию из девяти коммеморативных почтовых марок, чтобы увековечить это событие. Каждая из марок изображала характерную для Запада страны сцену — в настоящее время эта серия считается одной из лучших, выпущенных Почтой США и высоко ценится коллекционерами.
- На Викискладе есть медиафайлы по теме Изображения почтовых марок

В 1998 году, во время празднования столетия выставки, в Kountze Park на месте бывшей экспозиции был установлен памятник.